# Галт (футбольный клуб)
«Галт» (англ. Galt Football Club) — канадский футбольный клуб из города Галт, в данный момент Кеймбридж в провинции Онтарио. Создан в 1881 году, прекратил своё существование в 1910 году.

## История
Футбольный клуб «Галт» был создан в 1881 году. 
В 1901 году команда впервые выиграла Кубок Онтарио, повторив свой успех в следующих двух сезонах. 

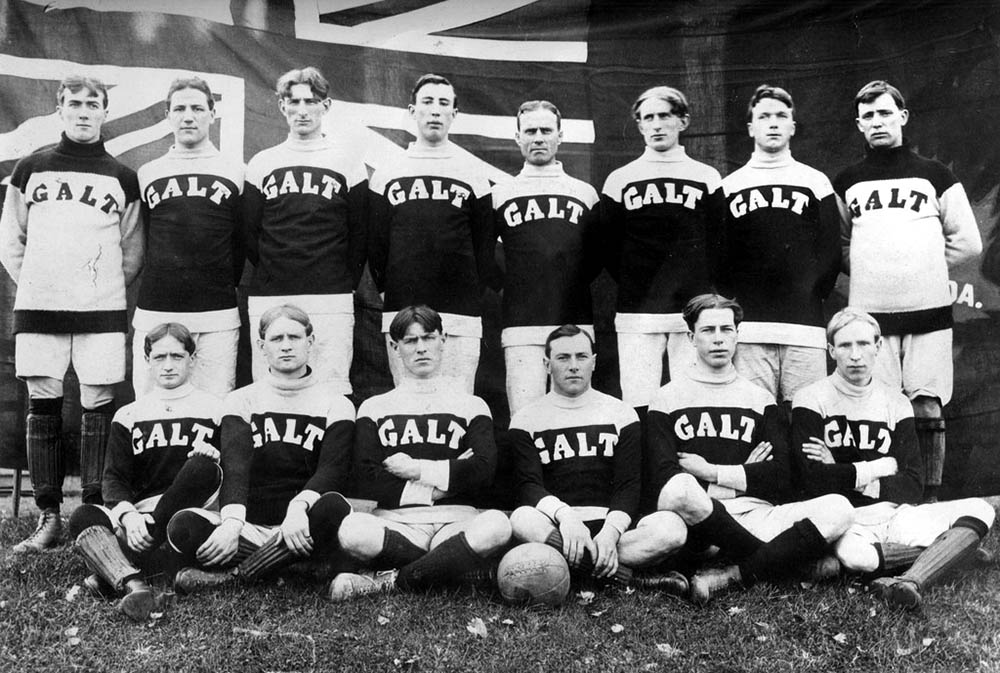
Команда «Галт» (1904 год)

В 1903 году «Галт» совершает тур по провинции Манитоба, где в течение 25 дней, в который вошли 17 игр, «Галт» выиграл 16 и 1 сыграл вничью. В этом туре клуб забил 46 мячей и пропустили 2. В 1904 году, на Олимпиаде в Сент-Луисе, команда представляла Канаду.
Официально футбол стал олимпийским видом спорта в 1908 году, до этого турнир имел лишь показательный статус, поэтому «Галт» сыграл лишь две игры. Выиграв со счетом 7-0 и 4-0, «Галт» взял золото для Канады. В 1905 году «Галт» сыграл матч с британской командой Пилигримы. Этот матч привлек много внимания как в Канаде так и на севере США и собрал 3500 зрителей на стадионе Диксон Парк. Команды сыграли со счетом 3-3.
В 2004 году, в годовщину победы «Галт» на Олимпийских играх, команда была введена в Зал славы канадского футбола.